# Feuerwehr TU München
Die Feuerwehr TU München ist eine Werkfeuerwehr an der Technischen Universität München. Sie ist neben der Feuerwehr der Universität der Bundeswehr München die einzige hauptamtlich besetzte Feuerwehr an einer deutschen Hochschule. Sie besteht seit 1979 und hat 58 Mitarbeiter, die im Dreischichtbetrieb sowie im Tagdienst tätig sind. Ihr Standort ist das Forschungsgelände der TU in Garching bei München. Die Feuerwehr ist organisatorisch Teil des Hochschulreferats 6 (Gesundheit, Sicherheit, Strahlenschutz) der Technischen Universität München.

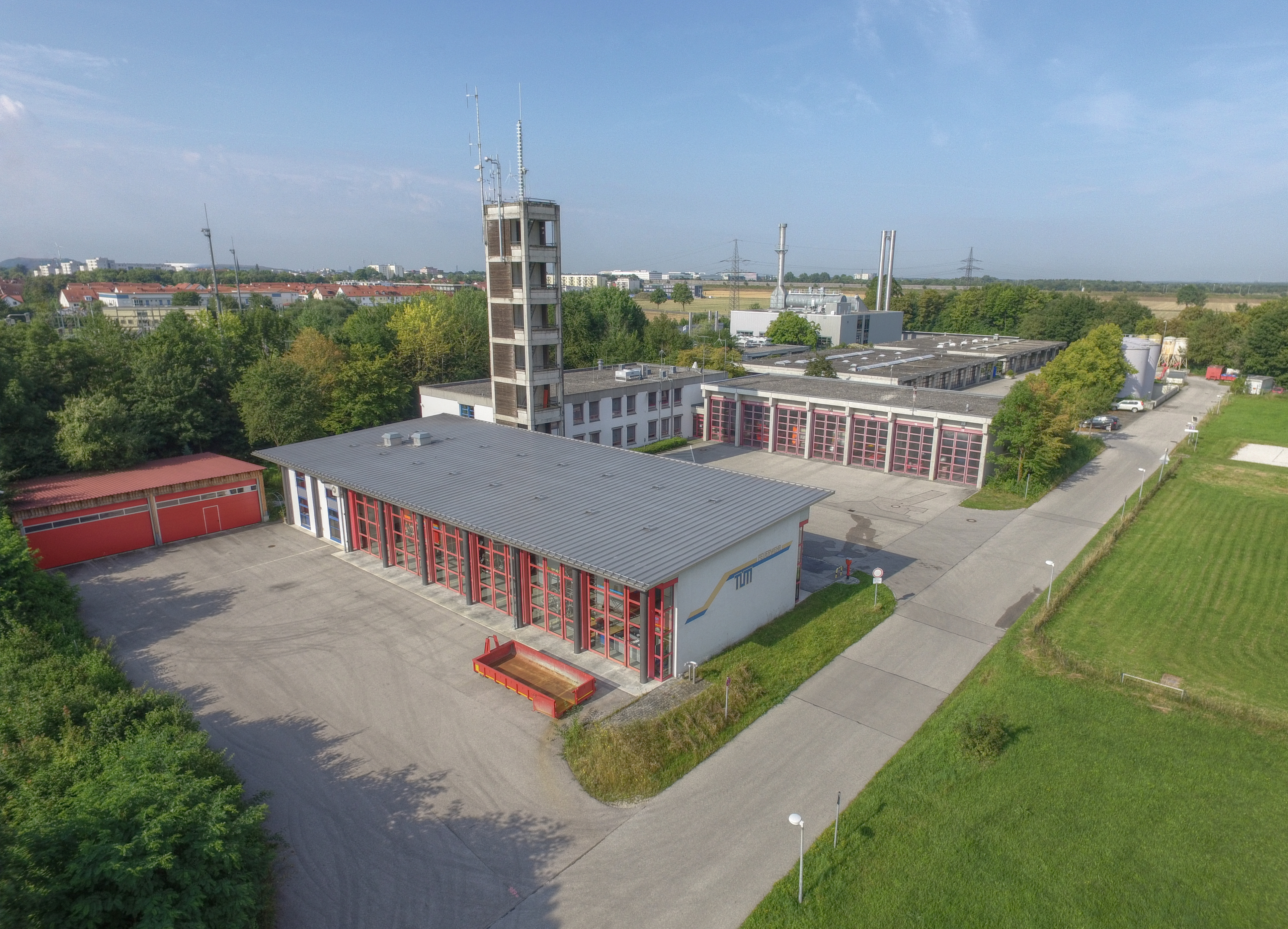
TUM-Werkfeuerwehr

## Aufgaben
Zu den Aufgaben der Feuerwehr der TU zählen vor allem der Brandschutz und die Brandbekämpfung auf dem Campus Garching, aber auch allgemeine feuerwehrtypische Hilfeleistungen, etwa bei Verkehrsunfällen. Tätigkeitsschwerpunkte sind Brandschutzschulungen und Atemschutzausbildung der TU-Mitarbeiter, Abnahme von Brandmeldeanlagen, die Wartung von 3.000 Feuerlöschern und Überprüfung der Hydranten auf dem Campus.
Da der frühere Forschungsreaktor München (bekannt als „Atom-Ei“) und die Forschungs-Neutronenquelle Heinz Maier-Leibnitz zu den zu betreuenden Objekten gehören, besitzen die TU-Feuerwehrleute eine besondere Ausbildung im Strahlenschutz.
Bei Großschadensereignissen unterstützt die Feuerwehr der TU auch Einheiten der Garchinger Freiwilligen Feuerwehr sowie der Feuerwehr München und umgekehrt.
Des Weiteren wird der RTW auch von den Leitstellen Erding und München eingesetzt.

## Geschichte
Im Jahr 1967 wurden Forderungen laut, die Universität solle für das 1957 eingeweihte Forschungsgelände der TU München im Norden Garchings den Brandschutz und Rettungsdienst selbst organisieren und hierzu eine Werkfeuerwehr gründen. Gutachten und Rechtsprüfungen erfolgten, bis 1975–78 die Fakultät für Chemie einen Neubau errichten ließ. Zugleich wurde das Atomrecht verschärft, was höhere Anforderungen an die Einsatzbereitschaft von Rettungsdiensten am Forschungsreaktor zur Folge hatte. Aus diesem Grund wurde der Leiter der Berufsfeuerwehr München zum Berater und Organisator des Aufbaus einer Feuerwehr für die TU berufen. Auf diese Zeit geht zurück, dass die Universitätsfeuerwehr auf verbeamtete Einsatzkräfte zurückgreifen kann und den öffentlichen Berufsfeuerwehren gleichgestellt ist.
1978 wurden erste Einsatz- und Führungskräfte eingestellt und bei den Berufsfeuerwehren München und Augsburg ausgebildet. Ein Teil des Gebäudes der Technikzentrale des Heizkraftwerks wurde zur Feuerwache umfunktioniert. Im Mai 1979 erfüllten bereits 18 der 48 nötigen Beamten die Voraussetzungen, um im Feuerwehrdienst aktiv tätig zu werden. Am 1. Juni 1979 nahm die erste Wachschicht mit sechs Beamten ihren 24-stündigen Dienst auf.
Im März 1985 konnte dann eine neu gebaute Feuerwache bezogen werden. 1991 wurde die Universitätsfeuerwehr als Werkfeuerwehr anerkannt und erhielt 1996 eine erweiterte Einsatzzentrale. Anfang des Jahres 1999 wurde beschlossen, das Fahrzeugkonzept der Feuerwehr neu zu ordnen, um es an geänderte Anforderungen anzupassen. Im Zuge dessen wurde ein Wechselladersystem eingeführt und ein Hilfeleistungslöschfahrzeug angeschafft.
Die Werkfeuerwehr ist Mitglied im Stadtfeuerwehrverband München.

## Fahrzeuge
Der Fuhrpark besteht aus:
- Kommandowagen 10/1
- Einsatzleitwagen 11/1
- Mannschaftstransportfahrzeug 11/1
- Hilfeleistungslöschgruppenfahrzeug HLF 40/1, HLF 40/2 und HLF 40/3
- Drehleiter mit Korb 30/1
- Rettungswagen 71/1
- Wechselladerfahrzeug 36/1 und 36/2
- Kleineinsatzfahrzeug 65/1
- Personenkraftwagen 50/1 und 50/2